# پومونی-نیندری
پومونی-نیندری (به لاتین: Pomoni-Nindri) یک منطقهٔ مسکونی در اتحاد قمر است که در آنژوان واقع شده‌است.

## خصوصیات
پومونی-نیندری  ۱٬۸۲۵ نفر جمعیت دارد.